# Čížkov (okres Pelhřimov)
Obec Čížkov (německy Tschischkow) se nachází v okrese Pelhřimov v Kraji Vysočina. Žije zde 148 obyvatel.

## Historie
První písemná zmínka o obci pochází z roku 1379, kdy příslušel arcibiskupskému panství Červená Řečice, která jej darovala faře v Nové Cerekvi.
Roku 1661 byl ve vlastnictví Leskovských z Leskovce, později jej koupil Jiří Milíčovský z Baumberka, který nechal vybudovat dvůr a klasicistní zámeček. Dalšími majiteli byli Voračičtí z Paběnic, Zásadští z Gamsendorfu, Ringhofferové či František Liebzeit, provozovatel místní cihelny.
V roce 1850 se stala obec samostatnou, roku 1976 byla přičleněna k Nové Cerekvi a znovu samostatnou se stala roku 1991.

## Pamětihodnosti
- Čížkovský zámek z roku 1785, přestavěný na konci 19. století
- Sýpka
- Rodný dům Františka Jaromíra Rubeše

## Rodáci
- František Jaromír Rubeš (1814–1853)
- Marie Hoppe-Teinitzerová (1879–1960)